# Макміннвілл (Теннессі)
Макміннвілл (англ. McMinnville) — місто (англ. city) в США, в окрузі Воррен штату Теннессі. Населення — 13 788 осіб (2020).

## Географія
Макміннвілл розташований за координатами 35°41′9″ пн. ш. 85°46′54″ зх. д. / 35.68583° пн. ш. 85.78167° зх. д. (35.685897, -85.781679).  За даними Бюро перепису населення США в 2010 році місто мало площу 28,66 км², уся площа — суходіл.

## Демографія
Згідно з переписом 2010 року, у місті мешкало 13 605 осіб у 5622 домогосподарствах у складі 3412 родин. Густота населення становила 475 осіб/км².  Було 6358 помешкань (222/км²).
Расовий склад населення:
| - 84,7 % — білих - 4,3 % — чорних або афроамериканців - 0,9 % — азіатів - 0,4 % — корінних американців - 7,5 % — осіб інших рас |

До двох чи більше рас належало 2,2 %. Частка іспаномовних становила 12,0 % від усіх жителів.
За віковим діапазоном населення розподілялося таким чином: 24,8 % — особи молодші 18 років, 58,7 % — особи у віці 18—64 років, 16,5 % — особи у віці 65 років та старші. Медіана віку мешканця становила 37,0 року. На 100 осіб жіночої статі у місті припадало 89,6 чоловіків;  на 100 жінок у віці від 18 років та старших — 85,1 чоловіків також старших 18 років.
Середній дохід на одне домашнє господарство  становив 43 370 доларів США (медіана — 28 971), а середній дохід на одну сім'ю — 53 075 доларів (медіана — 35 823). Медіана доходів становила 30 728 доларів для чоловіків та 29 375 доларів для жінок. За межею бідності перебувало 29,4 % осіб, у тому числі 43,1 % дітей у віці до 18 років та 13,4 % осіб у віці 65 років та старших.
Цивільне працевлаштоване населення становило 5214 осіб. Основні галузі зайнятості: виробництво — 27,6 %, роздрібна торгівля — 20,1 %, освіта, охорона здоров'я та соціальна допомога — 17,0 %.